# دانشگاه صنعتی برنو
دانشگاه صنعتی برنو (به لاتین: Brno University of Technology) یک دانشگاه در جمهوری چک است.